# Pokój w Rastatt
Pokój w Rastatt – pokój zawarty 7 marca 1714 roku między Austrią a Francją w Rastatt, ostatecznie kończący wojnę o sukcesję hiszpańską (1700–1714). Niektóre kraje uzgodniły swe warunki pokojowe już w kwietniu 1713 w pokoju w Utrechcie.
Rok po pokoju w Utrechcie, cesarz Karol VI uzyskał od wycieńczonej wojną Francji i Hiszpanii:
- wyspę Sardynię.
- Królestwo Neapolu (południe Włoch),
- Mediolan (Lombardia),
- Niderlandy południowe (dzisiejsza Belgia),
- porty toskańskie
- Breisach am Rhein, Fryburg Bryzgowijski i Kehl.

Francja i Wielka Brytania zawarły porozumienie gwarantujące równowagę w Europie zachodniej i w koloniach. W 1718 przystąpiły do niego Niderlandy i Austria tworząc tzw. „czwórprzymierze”. Doprowadziło to do wojny o Włochy (wojna Hiszpanii z koalicją angielsko-francusko-austriacką), w której Sabaudia wymieniała się z Austrią w 1720, biorąc Sardynię w zamian za Sycylię. Władcy Sabaudii przyjęli jednocześnie tytuł Królów Sardynii.
Według traktatu z Rastatt Austria otrzymała Austriackie Niderlandy, które Karol VI Habsburg chciał wymienić na Bawarię, ale ani Francja, ani mediatorzy (Wielka Brytania, Holandia) nie wyraziły na to zgody.

## Reprezentanci państw na kongresie w Rastatt
- Francja – Dominique-Claude Barberie de Saint-Contest, Claude de Villars i Charles-François de Vintimille du Luc
- Austria – Eugeniusz Sabaudzki, hr. Johann Peter Goës i hr. Johann Friedrich von Seilern